# Бернсторф (рід)
Бернсторф (нім. von Bernstorff) — німецький аристократичний рід.

## Історія
Члени родини з XII століття володіли маєтками Бернсторф і Тешов.
1767 барон Йоган Гартвіг Ернст фон Бернсторф («старший») разом з братом та його синами, серед яких був Андреас Петер Бернсторф («молодший») отримали від данського короля Кристіана VII графський титул.

## Відомі представники
- Альбрехт Бернсторф (1809—1873) — граф, прусський державний і політичний діяч, міністр закордонних справ, дипломат.
- Андреас Петер Бернсторф (1735—1797) — граф, данський державний і політичний діяч, міністр закордонних справ Данії.
- Кристіан Гюнтер Бернсторф (1769—1835) — граф, данський і прусський державний діяч, син Андреаса Петера Бернсторфа.
- Йоган Гартвіг Ернст фон Бернсторф (1712—1772) — граф, данський державний діяч.